# توماس جراف
توماس جراف (بالألمانية: Thomas Graf)‏ هو عالم أحياء خلوية نمساوي، ولد في 28 سبتمبر 1944 في فيينا في النمسا.